# Tomas Milian
Tomas Milian, pseudonimo di Tomás Quintín Rodríguez (L'Avana, 3 marzo 1933 – Miami, 22 marzo 2017), è stato un attore cubano con cittadinanza statunitense naturalizzato italiano dal 1969.
È noto soprattutto come protagonista di spaghetti western e poliziotteschi a cavallo tra gli anni sessanta e ottanta. In Italia, con l'inconfondibile voce prestatagli da Ferruccio Amendola, è spesso identificato con due personaggi: il primo, Nico Giraldi, è un maresciallo (dal 1981 ispettore) di polizia, romano dai modi poco garbati, ma efficaci, che conosce bene gli ambienti malavitosi avendone fatto parte in gioventù con il soprannome di "Er Pirata", mentre il secondo, Sergio Marazzi alias Er Monnezza, è un ladruncolo romano.

## Biografia
Nacque a L'Avana alle 3:33 del 3 marzo 1933 da Lola e Tomás, generale del regime di Gerardo Machado, poi arrestato in seguito al colpo di Stato di Fulgencio Batista; il 31 dicembre 1946 il tredicenne Tomás assistette al suicidio del padre e nel 1955 lasciò Cuba per gli Stati Uniti, dove ottenne la cittadinanza. Qui dapprima s'iscrisse all'Università dell'Accademia Teatrale di Miami e poi si trasferì a New York, dove frequentò l'Actors Studio e fu allievo di Lee Strasberg.

### Carriera da attore

Tomas Milian con Nino Castelnuovo in Giorno per giorno, disperatamente (1961) di Alfredo Giannetti

Da qui i primi lavori teatrali a Broadway e nel 1957 la sua partecipazione alla serie televisiva statunitense Una donna poliziotto (Decoy). Alla fine degli anni cinquanta ebbe inizio la sua fortunata carriera italiana: arrivato in Italia con soli cinque dollari in tasca, partecipò, nel 1959, al Festival di Spoleto: recitò una pantomima di Jean Cocteau e venne notato, e quindi scelto, dal regista Mauro Bolognini per il personaggio di un film che aveva intenzione di girare, ossia La notte brava. Milian firma un contratto che lo lega alla Vides di Cristaldi e tra il 1960 e il 1966 recita in ruoli impegnati lavorando con registi, come Alfredo Giannetti (Giorno per giorno, disperatamente), Luchino Visconti (Il lavoro, episodio del film Boccaccio '70) e Florestano Vancini (La banda Casaroli). A questo periodo della sua carriera appartengono i ruoli interpretati insieme a Claudia Cardinale in opere, quali Il bell'Antonio (sempre di Bolognini) e I delfini (1960), Gli indifferenti (1964) e Ruba al prossimo tuo... (1968), tutti di Francesco Maselli.
Contrariato dal doppiaggio, insoddisfatto dei ruoli e dei guadagni, non rinnova il contratto e tenta la strada del cinema popolare. Nel 1967, dopo il buon successo di The Bounty Killer di Eugenio Martín, suo primo spaghetti-western, continuò nel genere diventandone uno degli attori simbolo. Indimenticabili i suoi personaggi di "Cuchillo" (nel dittico La resa dei conti e Corri uomo corri, diretti da Sergio Sollima), e di "Chaco" (nell'iperviolento I quattro dell'apocalisse, diretto da Lucio Fulci).

Tomas Milian in Roma a mano armata (1976) di Umberto Lenzi

Il successo giunse negli anni settanta, a braccetto con l'inconfondibile doppiaggio di Ferruccio Amendola, con polizieschi all'italiana, che la critica ufficiale ha sempre giudicato di scarsa qualità, ma che sono stati ampiamente rivalutati diventandone oggi dei veri e propri cult movie. Famoso il suo sodalizio con il regista Umberto Lenzi che lo ha diretto in molti polizieschi divenuti cult, come Roma a mano armata e Il cinico, l'infame, il violento, entrambi con Maurizio Merli; Il giustiziere sfida la città, in cui interpreta un personaggio con il nome di Rambo ben sette anni prima dell'omonimo impersonato da Sylvester Stallone, Milano odia: la polizia non può sparare, con Henry Silva e Ray Lovelock e infine La banda del gobbo. Nello stesso genere i successi avuti anche in Squadra volante, con Gastone Moschin e La banda del trucido, con Luc Merenda, entrambi di Stelvio Massi e soprattutto nella serie di Nico Giraldi diretta da Bruno Corbucci.
Attore versatile, nella sua filmografia ci sono anche due film a sfondo politico con Gian Maria Volonté: uno è Banditi a Milano di Carlo Lizzani e l'altro è Faccia a faccia, sempre di Sergio Sollima.
Si era dedicato anche alla commedia sexy all'italiana con pellicole quali 40 gradi all'ombra del lenzuolo, un film a episodi di Sergio Martino in cui interpreta il primo sketch al fianco di Edwige Fenech, Uno contro l'altro, praticamente amici, accanto a Renato Pozzetto, e Messalina, Messalina!, queste ultime due dirette ancora da Bruno Corbucci.
I thriller più famosi furono invece Non si sevizia un paperino di Lucio Fulci, Il consigliori di Alberto De Martino, con Martin Balsam, La vittima designata di Maurizio Lucidi e I cannibali di Liliana Cavani, entrambi interpretati al fianco di Pierre Clémenti.
Dopo essere tornato agli impegni drammatici iniziali con La luna (1979) di Bertolucci e Identificazione di una donna (1982) di Antonioni, il declino del genere poliziesco sembrò coincidere un po' con quello della sua lunga carriera, ma dopo un periodo di scarse apparizioni in pellicole non indimenticabili, all'inizio degli anni novanta tornò negli Stati Uniti stabilendosi a Miami, in Florida, per partecipare, sia pure per parti minori, a film diretti da noti registi americani come Abel Ferrara (Oltre ogni rischio), Tony Scott (Revenge - Vendetta), Sydney Pollack (Havana), Oliver Stone (JFK - Un caso ancora aperto), Steven Spielberg (Amistad), Steven Soderbergh (Traffic), Andy García (The Lost City) e in varie produzioni teatrali e televisive.
Sempre per il grande schermo lavora inoltre con il cineasta messicano Alfredo De Villa (Washington Heights, 2002; Fugly!, 2014) e con quello peruviano Luis Llosa, vestendo per quest'ultimo i panni del dittatore dominicano Rafael Leónidas Trujillo in La fiesta del chivo (2005), tratto dall'omonimo romanzo di Mario Vargas Llosa, cugino del regista.
Dopo un'assenza di vent'anni nel 2010 è tornato in Italia per girare il film Roma nuda di Giuseppe Ferrara, dove interpreta il ruolo di un funzionario di polizia in pensione, oltre che ad essere co-sceneggiatore. La pellicola resta inedita tranne che per la proiezione privata avvenuta a Roma nel 2012. Doveva essere presente nella sezione "Back to Life", il 30 novembre, come anteprima per il 41° Torino Film Festival; e successivamente l'8 dicembre fra gli eventi speciali della XXII edizione del Festival del cinema di Porretta Terme; ma il produttore lo ha ritirato il 25 novembre 2023.
Nel 2014 è protagonista del documentario The Cuban Hamlet - Storia di Tomas Milian, diretto da Giuseppe Sansonna, in cui l'attore ritorna dopo cinquantotto anni nella sua Cuba, lasciata nel 1956, intervistato sull'onda dei ricordi e delle emozioni provocategli dal suo rientro alla natia L'Avana. L'8 ottobre dello stesso anno, dopo una lunga gestazione, esce la sua autobiografia Monnezza amore mio, scritta con la collaborazione di Manlio Gomarasca. Una settimana dopo riceve il Marc'Aurelio Acting Award alla carriera alla Festa del Cinema di Roma. Tomas Milian ha sempre dichiarato un grande amore per Roma e per i romani.

### Carriera musicale
Nel 1966 Tomas Milian tentò anche l'avventura musicale con una piccola band, Tomas Milian Group, composta da sei giovanissimi romani: Ray Lovelock (che in seguito diventerà un famoso attore) voce, Maurizio Luzi (chitarra solista), Aldo Colangelo detto "Fido" (tastiere, voce), Mario Piccinno (batteria), Romeo Piccinno (chitarra e voce), Peppe Colella (basso, strumenti vari, voce). Il gruppo ha pubblicato singoli, come La piazza, Presto presto scusa scusa, Un libro, una storia e una cover di A Whiter Shade of Pale che ebbe molto successo in giro per i Piper Club d'Italia, ma che non venne mai pubblicata.
Prima di formare il gruppo musicale nel 1966, qualche anno prima, partecipò, come ospite d'onore, allo spettacolo musicale Il canzoniere minimo di Giorgio Gaber, tra ottobre e dicembre del 1963. Interpretò anche le canzoni dei titoli di testa di Corri uomo corri e La vittima designata, oltre a Ay Amor di Caetano Veloso in Washington Heights.

### Morte
Il 22 marzo 2017, a 84 anni, fu trovato morto in casa a Miami per un ictus. Dopo il funerale celebrato a Miami in forma privata, il 30 marzo, è stato cremato e le sue ceneri riposano a New York accanto ai resti della moglie.

## Vita privata
Nel 1964 sposò Margherita Valetti, da cui lo stesso anno ebbe Tomas Milian Jr.. Rimase vedovo nel 2012.

## Filmografia

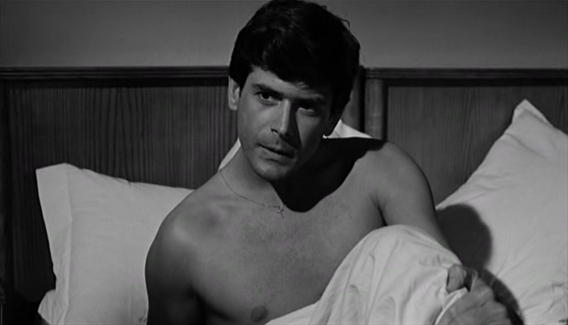
Tomas Milian in I delfini (1960) di Francesco Maselli

Tomas Milian in Giorno per giorno, disperatamente (1961) di Alfredo Giannetti

Tomas Milian in Gli indifferenti (1964) di Francesco Maselli

Tomas Milian in Faccia a faccia (1967) di Sergio Sollima

Tomas Milian in Milano odia: la polizia non può sparare (1974) di Umberto Lenzi

Tomas Milian in 40 gradi all'ombra del lenzuolo (1976) di Sergio Martino

Tomas Milian nel ruolo di Nico Giraldi in Squadra antiscippo (1976) di Bruno Corbucci

Tomas Milian nel ruolo di Er Monnezza in Il trucido e lo sbirro (1976) di Umberto Lenzi

Tomas Milian in una scena di La banda del gobbo (1977) di Umberto Lenzi

### Cinema
- La notte brava, regia di Mauro Bolognini (1959)
- Il bell'Antonio, regia di Mauro Bolognini (1960)
- I delfini, regia di Citto Maselli (1960)
- L'imprevisto, regia di Alberto Lattuada (1961)
- Laura nuda, regia di Nicolò Ferrari (1961)
- Un giorno da leoni, regia di Nanni Loy (1961)
- Giorno per giorno, disperatamente, regia di Alfredo Giannetti (1961)
- Il lavoro, episodio di Boccaccio '70, regia di Luchino Visconti (1962)
- Il disordine, regia di Franco Brusati (1962)
- La banda Casaroli, regia di Florestano Vancini (1962)
- L'attico, regia di Gianni Puccini (1962)
- La ricotta, episodio di Ro.Go.Pa.G., regia di Pier Paolo Pasolini (1963)
- Mare matto, regia di Renato Castellani (1963)
- Gli indifferenti, regia di Citto Maselli (1964)
- Il plenilunio, episodio di Io uccido, tu uccidi, regia di Gianni Puccini (1965)
- Le soldatesse, regia di Valerio Zurlini (1965)
- Il tormento e l'estasi (The Agony and the Ecstasy), regia di Carol Reed (1965)
- I soldi, regia di Gianni Puccini e Giorgio Cavedon (1965)
- Madamigella di Maupin, regia di Mauro Bolognini (1966)
- The Bounty Killer (El precio de un hombre), regia di Eugenio Martín (1966)
- La resa dei conti, regia di Sergio Sollima (1966)
- Se sei vivo spara, regia di Giulio Questi (1967)
- Faccia a faccia, regia di Sergio Sollima (1967)
- Sentenza di morte, regia di Mario Lanfranchi (1968)
- La lunga notte di Tombstone (Crónica de un atraco), regia di Jaime Jesús Balcázar (1968)
- Banditi a Milano, regia di Carlo Lizzani (1968)
- Corri uomo corri, regia di Sergio Sollima (1968)
- Ruba al prossimo tuo..., regia di Citto Maselli (1968)
- Tepepa, regia di Giulio Petroni (1969)
- Dove vai tutta nuda?, regia di Pasquale Festa Campanile (1969)
- Beatrice Cenci, regia di Lucio Fulci (1969)
- O' Cangaceiro, regia di Giovanni Fago (1970)
- I cannibali, regia di Liliana Cavani (1970)
- L'amore coniugale, regia di Dacia Maraini (1970)
- Vamos a matar compañeros, regia di Sergio Corbucci (1970)
- La vittima designata, regia di Maurizio Lucidi (1971)
- Fuga da Hollywood (The Last Movie), regia di Dennis Hopper (1971)
- Un uomo dalla pelle dura, regia di Francesco Prosperi (1972)
- La banda J. & S. - Cronaca criminale del Far West, regia di Sergio Corbucci (1972)
- Non si sevizia un paperino, regia di Lucio Fulci (1972)
- La vita, a volte, è molto dura, vero Provvidenza?, regia di Giulio Petroni (1972)
- Il consigliori, regia di Alberto De Martino (1973)
- Ci risiamo, vero Provvidenza?, regia di Alberto De Martino (1973)
- Squadra volante, regia di Stelvio Massi (1974)
- Milano odia: la polizia non può sparare, regia di Umberto Lenzi (1974)
- Il bianco, il giallo, il nero, regia di Sergio Corbucci (1975)
- La polizia accusa: il Servizio Segreto uccide, regia di Sergio Martino (1975)
- I quattro dell'apocalisse, regia di Lucio Fulci (1975)
- Il giustiziere sfida la città, regia di Umberto Lenzi (1975)
- Una donna da uccidere (Folle à tuer), regia di Yves Boisset (1975)
- La cavallona, episodio di 40 gradi all'ombra del lenzuolo, regia di Sergio Martino (1976)
- Roma a mano armata, regia di Umberto Lenzi (1976)
- Squadra antiscippo, regia di Bruno Corbucci (1976)
- Pazzi borghesi (Folies bourgeoises), regia di Claude Chabrol (1976)
- Il trucido e lo sbirro, regia di Umberto Lenzi (1976)
- Squadra antifurto, regia di Bruno Corbucci (1976)
- Liberi armati pericolosi, regia di Romolo Guerrieri (1976)
- Il cinico, l'infame, il violento, regia di Umberto Lenzi (1977)
- La banda del trucido, regia di Stelvio Massi (1977)
- Messalina, Messalina!, regia di Bruno Corbucci (1977)
- Squadra antitruffa, regia di Bruno Corbucci (1977)
- Il figlio dello sceicco, regia di Bruno Corbucci (1977)
- La banda del gobbo, regia di Umberto Lenzi (1977)
- Squadra antimafia, regia di Bruno Corbucci (1978)
- Squadra antigangsters, regia di Bruno Corbucci (1979)
- Rebus per un assassinio (Winter Kills), regia di William Richert (1979)
- La luna, regia di Bernardo Bertolucci (1979)
- Assassinio sul Tevere, regia di Bruno Corbucci (1979)
- Il lupo e l'agnello, regia di Francesco Massaro (1980)
- Delitto a Porta Romana, regia di Bruno Corbucci (1980)
- Manolesta, regia di Pasquale Festa Campanile (1981)
- Uno contro l'altro, praticamente amici, regia di Bruno Corbucci (1981)
- Delitto al ristorante cinese, regia di Bruno Corbucci (1981)
- Identificazione di una donna, regia di Michelangelo Antonioni (1982)
- Delitto sull'autostrada, regia di Bruno Corbucci (1982)
- Monsignore (Monsignor), regia di Frank Perry (1982)
- Cane e gatto, regia di Bruno Corbucci (1983)
- Il diavolo e l'acquasanta, regia di Bruno Corbucci (1983)
- Delitto in Formula Uno, regia di Bruno Corbucci (1984)
- Delitto al Blue Gay, regia di Bruno Corbucci (1984)
- King David, regia di Bruce Beresford (1985)
- Salomè, regia di Claude d'Anna (1986)
- Luci lontane, regia di Aurelio Chiesa (1987)
- Oltre ogni rischio (Cat Chaser), regia di Abel Ferrara (1989)
- Gioco al massacro, regia di Damiano Damiani (1989)
- Revenge - Vendetta (Revenge), regia di Tony Scott (1990)
- Havana, regia di Sydney Pollack (1990)
- Money - Intrigo in nove mosse (Money), regia di Steven Hilliard Stern (1991)
- JFK - Un caso ancora aperto (JFK), regia di Oliver Stone (1991)
- Sonny & Pepper - Due irresistibili cowboy (The Cowboy Way), regia di Gregg Champion (1994)
- Mela e Tequila - Una pazza storia d'amore con sorpresa (Fools Rush In), regia di Andy Tennant (1997)
- Amistad, regia di Steven Spielberg (1997)
- The Yards, regia di James Gray (2000)
- Traffic, regia di Steven Soderbergh (2000)
- Ambush, regia di John Frankenheimer – cortometraggio (2001)
- Washington Heights, regia di Alfredo De Villa (2002)
- The Lost City, regia di Andy García (2005)
- La fiesta del Chivo, regia di Luis Llosa (2005)
- Roma nuda, regia di Giuseppe Ferrara (2012) – inedito
- Fugly!, regia di Alfredo De Villa (2014)

### Televisione
- Una donna poliziotto (Decoy) – serie TV, episodio 1x32 (1958)
- The Millionaire – serie TV, episodio 5x35 (1959)
- L'uomo, regia di Vittorio Cottafavi – film TV (1964)
- Miami Vice – serie TV, episodio 2x09 (1985)
- Un giustiziere a New York (The Equalizer) – serie TV, episodi 1x12-3x08 (1985-1987)
- Una casa a Roma, regia di Bruno Cortini – miniserie TV (1989)
- Agente speciale Kiki Camarena - Sfida ai narcos (Drug Wars: The Camarena Story), regia di Brian Gibson – miniserie TV (1990)
- Voglia di vivere, regia di Lodovico Gasparini – film TV (1990)
- L.A. Law - Avvocati a Los Angeles (L.A. Law) – serie TV, episodio 5x14 (1991)
- La signora in giallo (Murder, She Wrote) – serie TV, episodio 8x19 (1992)
- Screenplay – serie TV, episodio Bitter Harvest (1992)
- Nails - Un poliziotto scomodo (Nails), regia di John Flynn – film TV (1992)
- Frannie's Turn – serie TV, 6 episodi (1992)
- Matrimonio d'onore (Love, Honor & Obey: The Last Mafia Marriage), regia di John Patterson – film TV (1993)
- Marilyn e Bobby - L'ultimo mistero (Marilyn & Bobby: Her Last Affair), regia di Bradford May – film TV (1993)
- Il fuoco della resistenza - La vera storia di Chico Mendes (The Burning Season: The Chico Mendes Story), regia di John Frankenheimer – film TV (1994)
- Oz – serie TV, episodi 1x02-1x06 (1997)
- Law & Order - I due volti della giustizia (Law & Order) – serie TV, episodio 10x24 (2000)
- The Arturo Sandoval Story (For Love or Country: The Arturo Sandoval Story), regia di Joseph Sargent – film TV (2000)
- UC: Undercover – serie TV, episodio 1x03 (2001)

## Teatro
- Maidens and Mistresses at Home at the Zoo, regia di Arthur Sherwood (1958)
- Il poeta e la musa, regia di Franco Zeffirelli (1959)
- La notte dell'iguana, regia di Frank Corsaro (1960)
- Arrivo a Roma, regia di Gian Carlo Menotti (1961)
- L'isola, regia di Fabio Mauri (1964)
- Evaristo, regia di Ruggero Jacobbi (1965)
- Lovers and Keepers, regia di Maria Irene Forbes (1986)
- Suenos, dreams desire and desperation, regia di Ruth Maleczech (1989)
- La morte e la fanciulla, regia di Robert Egan (1994)
- One for the Road, regia di Maria Banda Rodaz (1997)
- Il bacio della donna ragno, regia di Roberto Prestigiacomo (2000)

## Riconoscimenti
- Nastro d'argento
  - 1980 – Migliore attore non protagonista per La luna

- Screen Actors Guild Award
  - 2001 – Miglior cast per Traffic

- Festa del Cinema di Roma
  - 2014 – Marc'Aurelio Acting Awards

## Doppiatori italiani
Nelle versioni in italiano dei suoi film Milian è stato doppiato da:
- Ferruccio Amendola in Milano odia: la polizia non può sparare, La polizia accusa: il Servizio Segreto uccide, Il giustiziere sfida la città, Roma a mano armata, Squadra antiscippo, Pazzi borghesi, Il trucido e lo sbirro, Squadra antifurto, Liberi armati pericolosi, Il cinico, l'infame, il violento, La banda del trucido, Messalina, Messalina!, Squadra antitruffa, Il figlio dello sceicco, La banda del gobbo, Squadra antimafia, Squadra antigangsters, Assassino sul Tevere, Il lupo e l'agnello, Delitto a Porta Romana, Manolesta, Uno contro l'altro, praticamente amici, Delitto al ristorante cinese, Delitto sull'autostrada, Il diavolo e l'acquasanta, Delitto in Formula Uno, Delitto al Blue Gay
- Pino Colizzi in Banditi a Milano, Non si sevizia un paperino, Salomè, Revenge - Vendetta, Voglia di vivere
- Massimo Turci in Il tormento e l'estasi, The Bounty Killer, Se sei vivo spara, Sentenza di morte
- Pino Locchi in La resa dei conti, Faccia a faccia, Corri uomo corri, La lunga notte di Tombstone
- Cesare Barbetti in La notte brava, Una Casa a Roma, The Yards, Traffic
- Paolo Ferrari in I delfini, Un giorno da leoni, Dove vai tutta nuda?
- Giuseppe Rinaldi in Le soldatesse, King David, Money - Intrigo in nove mosse
- Sergio Tedesco in Giorno per giorno, disperatamente, Amistad
- Renato Izzo in Gli indifferenti, Il consigliori
- Oreste Lionello in Il bianco, il giallo, il nero, 40 gradi all'ombra del lenzuolo
- Oreste Rizzini in Monsignore, The Lost City
- Enrico Ostermann in La banda Casaroli
- Sergio Fantoni in Il bell'Antonio
- Riccardo Cucciolla in L'imprevisto
- Carlo Sabatini in Luci lontane
- Corrado Pani in Boccaccio '70
- Elio Pandolfi in L'attico
- Giancarlo Giannini in Madamigella di Maupin
- Pierangelo Civera in Beatrice Cenci
- Stefano Satta Flores in I cannibali
- Giacomo Piperno in L'amore coniugale
- Sergio Graziani in Un uomo dalla pelle dura
- Pietro Biondi in Miami Vice
- Franco Chillemi in La signora in giallo
- Michele Gammino in Oltre ogni rischio
- Carlo Valli in Gioco al massacro
- Sandro Sardone in Havana
- Dante Biagioni in Law & Order - I due volti della giustizia
- Elio Zamuto in JFK - Un caso ancora aperto
- Saverio Moriones in Mela e Tequila - Una pazza storia d'amore a New York
- Franco Zucca in Oz

Negli altri film si è doppiato da se, anche per il suo accento che si prestava molto bene soprattutto per i ruoli di messicano (nel film Tepepa per esempio) cantando spesso all'interno del film stesso (come nel film Ci risiamo, vero Provvidenza?).

## Discografia

### Singoli
- 1967 – La piazza/Il cavallo bianco (CBS Italiana)
- 1968 – Espanto en el corazon (CAM)
- 1970 – Presto presto scusa scusa/Un libro...una storia (DTP)

## Libri
- Tomas Milian e Manlio Gomarasca, Monnezza amore mio, Milano, Rizzoli, 2014, ISBN 978-8817077507.